# 리페강

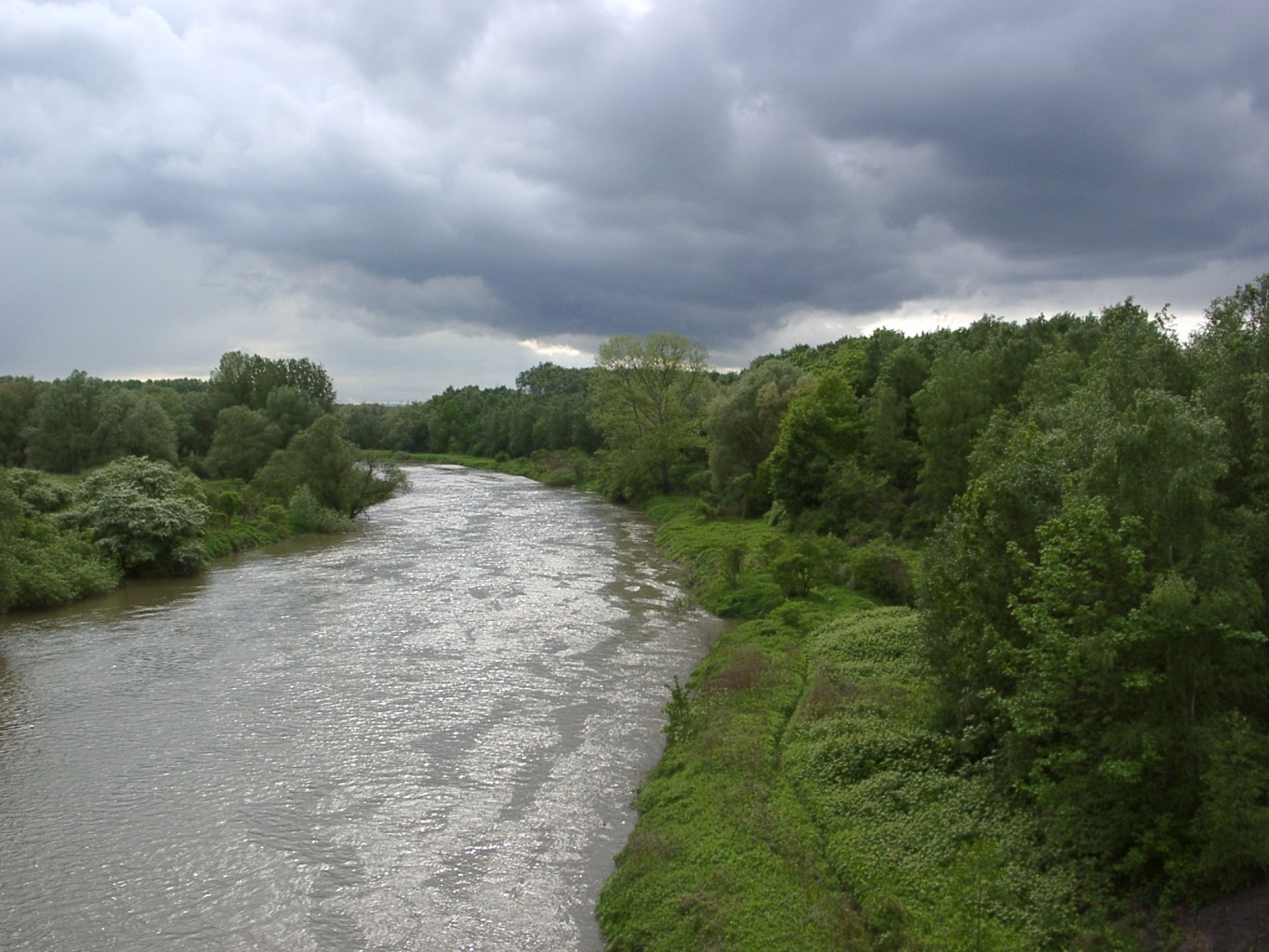
뤼넨을 흐르는 리페강의 모습

리페강(독일어: Lippe)은 독일 노르트라인베스트팔렌주에 위치한 강으로 길이는 220.3 km, 유역 면적은 4,889.9 km2이다. 라인강 우안의 지류이다.
베스트팔렌 동부에서 발원하여 베젤에서 라인강과 합류한다. 리페강과 접한 주요 도시로는 립슈타트, 파더보른, 함이 있다. 고대 로마 시대부터 수로로 사용되었다.